# Turecký luk

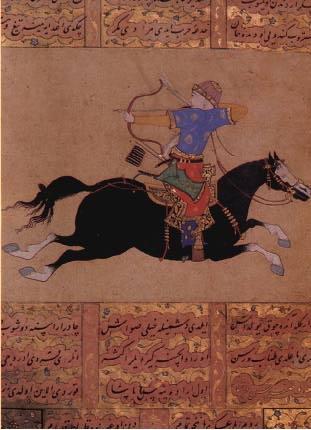
Turecký jízdní lučištník

Turecký luk je složený reflexní (recurve) luk. Byl používán skrz celou tureckou historií zejména tureckými jízdními lučištníky. Podobné luky používali též Skytové, Hunové, Avaři a Maďaři.
Konstrukce těchto luků byla tzv. kompozitní, čili složená z několika částí (podobnou konstrukci mají další asijské luky). Jádro bylo dřevěné (javor byl nejvíce žádaný), zvířecí roh se nacházel na břiše luku (strana přivrácená k lučištníkovi) a šlacha na hřbetě. Zvířecí lepidlo vše drželo dohromady. V nenapnutém stavu má luk tvar výrazného C, jeho ramena se při napnutí musejí zvrátit. Turecké luky byly obvykle menší než například mongolské, maďarské či krymskotatarské.
Od poklesu vojenské lukostřelby koncem 16. století bylo praktikováno především sportovní střílení do co největší dálky a turecký luk byl používán na střelbu velmi lehkých a rychlých šípů. Tento sport nicméně postupně upadal až do doby Mahmuda II., který se významně zasadil o jeho návrat. Také pověřil svého lukostřeleckého studenta, Mustafu Kaniho, aby napsal knihu o historii, výrobě a použití těchto luků, která je známa jako Vyrábění tureckých luků.
Po smrti Mahmuda II. roku 1839, lukostřelectví upadlo. Živé umění výroby těchto luků bylo ztraceno roku 1930 se smrtí posledního výrobce luků a známého kaligrafa, Neçmeddina Okyaye.
Účinnost a dostřel těchto luků byly značné. V roce 1910 se konala soutěž v lukostřelbě na pláži Le Touquet ve Francii, kde Ingo Simon dostřelil 434 metrů při použití starého tureckého luku, který se musel natáhnout silou 440 N (99 liber).